# 野口裕樹夫
野口 裕樹夫（のぐち ゆきお、1950年4月27日 - ）は山梨県出身のプロゴルファー。
旧名は「野口 茂」  。

## 来歴
山中湖村立山中湖中学校時代はスピードスケートの選手で、15歳の頃からゴルフを始め、卒業後すぐにプロの手ほどきを受けた。
1971年にプロ入りし、1976年のヤングライオンズで入江勉・高井吉春・寺田寿と並んでの7位タイ、同年の関東オープン13位が主な成績であった。
1977年の阿蘇ナショナルパークオープンでは初日を金井清一・藤井義将・尾崎将司と並んでの2位タイスタートし、2日目には新井規矩雄と並んでの首位タイに浮上。最終日には3アンダー213で金井・新井らベテラン勢に競り勝ち、最終ホールをバーディで決めてプロ入り初優勝 、賞金150万円と副賞の子牛を獲得。
1979年はツアー開幕戦となった静岡オープンでは最終日に矢部昭と一騎打ちを演じ、優勝争いは最後までもつれたが、17番で6mを沈めバーディとした矢部が一歩抜け出して優勝している。
1985年には日本プロで初日首位に立ち、周囲を驚かせる。海老原清治が腰痛のため、大会前日に出場を辞退し、大会本部で当時シード権があった前年賞金ランク40位より下の選手をあたったが、連絡のつかない選手を飛ばして、52位の野口が夕方になってようやくつかまった。野口は自宅の静岡県浜松市から会場近くの茨城県鹿嶋市に夜11時過ぎに到着し、当日はぶっつけ本番でハウスキャディに攻め方を全部教わり、6アンダー67をマークして飛び出した。
1990年には賞金ランク60位に入り40歳で初のシード入りし、1992年にはグローイングツアーで2勝して賞金ランキング1位になりシード権を取り戻した。
1991年のヨネックスオープン広島では初日にショット、パットとも好調で後半29の好スコアを出すなど8バーディ、2ボギーで回り、6アンダー65で首位に立った。2日目には雷雨で1時間の中断があった中、スコアを3つ伸ばし、通算9アンダー133で単独首位を守った。3日目にはスコアを3つ落として4位タイに後退し、最終日には中嶋常幸・尾崎将・牧野裕・横島由一と並んでの9位タイに入った。
2000年からはシニア入りし、同年の日本シニアオープンでは高橋勝成と2打差の2位に入る。3年目の2002年にはアデランスウェルネスオープンで2日目にベストスコアの66をマークして首位に立つと、2位に3打差を付けて悠々逃げ切り勝ちし、念願のシニアツアー初優勝を飾った。賞金ランクでは3年連続賞金王の高橋には及ばなかったものの、2位に入って気を吐いた。
2004年はシード落ちして、予選会突破からの出場であったが、シニアツアー競技全試合に出場、PPTリボーネストと日本シニアオープンで8位タイなど堅実な成績を残し、賞金ランク16位でシード復活を果たした。
2005年は再びシード落ちしたが、後援競技のアサヒ緑健TVQシニア、1日大会の全日本シニアプロアマで優勝する。
2006年にはアデランスシニアで4位タイ、ファンケルクラシック8位と気を吐き、賞金ランクも前年の55位から14位に大躍進し、見事シード復活を果たした。
2009年の日本オープンを最後にレギュラーツアーから引退し、2018年には静岡プログランドシニアで藤間達雄・今井昌雪を抑えて優勝する 。

## 主な優勝
レギュラー
- 1977年 - 阿蘇ナショナルパークオープン
- 1988年 - KPGAトーナメント（春）
- 1992年 - 後楽園カップ（第3回・第5回）
- 1995年 - 栃木オープン
- 1997年 - 後楽園カップ（第3回）

シニア
- 2000年 - 杉原輝雄シニアクラシック
- 2002年 - アデランスウエルネスオープン
- 2005年 - アサヒ緑健TVQシニア、全日本シニアプロアマ